# Casa dels Russos
La Casa dels Russos, també anomenada Torre dels Russos o Enclau Sant Jordi, és un edifici de caràcter residencial situat al Principat d'Andorra, al nucli de Santa Coloma (parròquia d'Andorra la Vella).
Va ser projectat l'any 1916 per l'arquitecte Cèsar Martinell, deixeble d'Antoni Gaudí, per encàrrec de l'empresari periodístic i filantrop nord-americà Fiske Warren (1862-1938). L'administrador de Warren era un refugiat rus anomenat Nicolai Popoff, acompanyat de la seva dona. És a causa s'ells que s'anomena Casa dels Russos.
La finalització de l'obra se situa al 1919. És una construcció d'estil modernista, amb traces noucentistes.
Warren va promoure l'Enclau Sant Jordi amb la intenció de fer-ne un enclau georgista, una mena de comuna socialista inspirada en les idees de Henry George i basada en l’impost únic. Justament, el nom de la colònia era un homenatge a l'economista nord-americà.
D'acord amb un estudi elaborat per l'arquitecte Enric Dilmé, "El 1912, Warren publicarà simultàniament als diaris de les colònies Fairhope i Arden la seva idea d’implantar un enclavament al nostre país. Veia tota una sèrie d’avantatges: la manca de criminalitat, la inexistència de pobresa –havia vist només un pidolaire–, diferències econòmiques moderades –la persona més rica no tenia més de 100.000 dòlars–, impostos i despesa pública irrisòries i una democràcia centenària. Per contra tenia unes infraestructures mínimes –sense carreteres, ni sanejament, ni cadastre–."
Poca cosa se sap de Nicolai Popoff i la seva dona. El més probable, apunta Dilmé, "és que formessin part de la diàspora dels russos benestants, molts aristòcrates –coneguts com tsaristes o russos blancs– que fugiren de les revoltes bolxevics".
Després de la mort de Warren, esdevinguda l'any 1938, la propietat de la casa va passar a l'escriptor i periodista Josep Alemany, que el 1995 la va vendre al propietari actual.
Es tracta d'una casa unifamiliar, isolada, de planta quadrada, que consta de dos plantes i soterrani. Un porxo ajuda a salvar el desnivell del terreny i configura una terrassa mirador davant de la casa.
Està construïda amb pedra granítica vista i alguns hi veuen un exemple primerenc de l'arquitectura de granit andorrana, per bé que d'altres consideren que tot i ser "un edifici aixecat en granit, no comparteix les característiques de l'arquitectura del granit". La casa conté elements decoratius modernistes i arcs cecs d'inspiració llombarda sota el ràfec de la teulada.
La casa va ser restaurada l'any 1997 seguint els plànols originals, ja que es trobava en estat d'abandonament.
Des de l'any 2004 figura inscrita a l'inventari del patrimoni cultural andorrà.
L'any 2013 es va editar un segell de correus del Principat d'Andorra que representa la Casa del Russos.
El 2023, l'escriptor David Gálvez Casellas va novel·lar la història de la casa a La Torre dels Russos (La Breu Edicions).